# 2,4,5-トリクロロフェノキシ酢酸
2,4,5-トリクロロフェノキシ酢酸（2,4,5-トリクロロフェノキシさくさん、2,4,5-trichlorophenoxyacetic acid, 略称 2,4,5-T）は、現在認可されていない広葉用除草剤・化学合成農薬である。2,4-ジクロロフェノキシ酢酸（2,4-D）と構造的に似通っており、2,4-D同様、植物ホルモンであるオーキシン様の作用を示す。除草の仕組みも同様であるが、2,4-Dよりもイネ科植物への作用が大きい。また、ミカン、リンゴなどの落果防止、果実肥大の効果もある。

## 概要
日本では毒物及び劇物取締法により劇物に指定されている。
ベトナム戦争で使用された枯葉剤は、2,4,5-T と2,4-Dの混合物であるが、合成過程でダイオキシン類の一種2,3,7,8-テトラクロロジベンゾ-p-ジオキシン(TCDD)を生成し、さらに一般の2,4,5-T剤よりTCDDをはるかに多く含んでいたため問題となった。
2,4,5-Tは、かつて日本でも除草剤として使用され、ベトナム戦争で問題になった後、多くが埋設処理された（1975年に催奇形性等の疑いのため農薬登録は失効した）。国有林野においても全国で数十箇所が埋設されたが、埋設場所の一部は、今となっては特定できないため、問題がより深刻化している。
林野庁は、埋設方法について「一カ所あたりの埋設量は300kg以内。セメント１、水0.6、土４に、埋設する除草乳剤の10倍の量の土を練り込んで、コンクリート詰めにする」との指示を出したが、後年、杜撰な処理が行われていた事例が報告された。
1984年、愛媛県津島町（現在の宇和島市）八面山で、2,4,5-T系除草乳剤が入った一斗缶（18リットル）をビニール袋に入れただけで埋却処理したもののうち、土壌に漏出しているものがあることが発見された。
愛媛県衛生研究所が調査したところ、容器の下から60ppm、40m離れた表層土で4.9ppbの濃度で2,4,5-Tが検出された。埋め立て場所から1km下流の沢の水、下流の山財ダム、上水道の水の調査も行われたが検出限界を超える濃度の値は検出されなかった。
その後、林野庁は他の場所で1999年まで追跡調査を行い、有識者による検討委員会を開催。2,4,5-Tは土壌に吸着され、ほぼその位置に固定されており、周囲への移動は認められなかったとの結論を出している。